# 瓜尔代亚
瓜尔代亚（義大利語：Guardea），是意大利特尔尼省的一个市镇。总面积39.3平方公里，人口1870人，人口密度47.6人/平方公里（2009年）。ISTAT代码为055015。